# ナッシュビル都市圏
ナッシュビル都市圏 (Nashville metropolitan area ) はアメリカ合衆国テネシー州ナッシュビルを中心とする都市圏。中部テネシーの13郡がこの都市圏に含まれる。
アメリカ合衆国行政管理予算局(OMB)はこの都市圏をアメリカ合衆国国勢調査局などが統計的に使用するアメリカ合衆国大都市統計地域(MSA)としてテネシー州ナッシュビル=デイヴィッドソン=マーフリーズボロ=フランクリン大都市統計地域(Nashville-Davidson–Murfreesboro–Franklin, TN, Metropolitan Statistical Area )と定義した。この地域の都市圏人口は第38位で、テネシー州内でナッシュビルはメンフィスに続いて2番目の規模の都市であるが、州内最大の都市圏となっている。
1950年に都市圏となった際はデイヴィッドソン郡のみであった。周囲の郡の人口および人口密度が増加し、それらの郡在住者でデイヴィッドソン郡に働く者も多いことからOMBはMSAに新たにいくつかの郡を追加した。現在この都市圏はデイヴィッドソン郡以外に12郡が含まれている。

## 市町村

### 中心都市
- ナッシュビル

### 主要都市
- マーフリーズボロ
- フランクリン
- ヘンダーソンヴィル
- ブレントウッド
- コロンビア
- ギャラティン
- ラバーン
- レバノン
- マウントジュリエット
- スマーナ
- スプリングヒル

### 人口10,000 - 25,000人の周辺都市
- ディクソン
- グッドレッツヴィル
- ハーツヴィル
- ノーレンスヴィル
- ポートランド
- スプリングフィールド
- ホワイト・ハウス

### 人口1,000 - 10,000人の周辺都市
- アッシュランド・シティ
- ベル・ミード
- バーンズ
- カーセッジ
- センターヴィル
- シャーロット
- クーパータウン
- クロス・プレインズ
- フェアヴュウ
- フォレスト・ヒルズ
- ゴードンズヴィル
- グリーンブレア
- グリーン・ヒル (国勢調査指定地域(CDP))
- キングストン・スプリングス
- ラファイエット
- レイクウッド
- ミラーズヴィル
- オーク・ヒル
- ペグラム
- プリーザント・ヴュウ
- レッド・ボイリング・スプリングス
- リッジトップ
- ルーラル・ヒル (CDP)
- サウス・カーセッジ
- トンプソン・ステーション
- ウォルターヒル (CDP)
- ウォータータウン
- ウェストモアランド
- ホワイト・ブラフ
- ウッドバリー

### 人口1,000人以下の周辺都市
- アダムス
- オウバーンタウン
- ベリー・ヒル
- チェダー・ヒル
- イーグルヴィル
- ミッチェルヴィル
- オーリンダ
- スレイデン
- ヴァンリア

## 都市圏人口統計
| 地域                                                        | 2011年7月1日 | 2010年 国勢調査 | 2000年 国勢調査 | 1990年 国勢調査 | 1980年 国勢調査 | 1970年 国勢調査 | 1960年 国勢調査 | 1950年 国勢調査 |
| ----------------------------------------------------------- | ------------ | --------------- | --------------- | --------------- | --------------- | --------------- | --------------- | --------------- |
| ナッシュビル=デイヴィッドソン=マーフリーズボロ=フランクリン | 1,617,142    | 1,589,934       | 1,311,789       | 985,026         | 850,505         | 541,108         | 399,743         | 321,758         |
| キャノン郡                                                  | 13,761       | 13,801          | 12,826          | 10,467*         | 10,234*         | 8,467*          | 8,537*          | 9,174*          |
| チーサム郡                                                  | 39,078       | 39,105          | 35,912          | 27,140          | 21,616          | 13,199*         | 9,428*          | 9,167*          |
| デイヴィッドソン郡                                          | 635,475      | 626,681         | 569,891         | 510,784         | 477,811         | 448,003         | 399,743         | 321,758         |
| ディクソン郡                                                | 50,081       | 49,666          | 43,156          | 35,061          | 30,037          | 21,977*         | 18,839*         | 18,805*         |
| ヒックマン郡                                                | 24,406       | 24,690          | 22,295          | 16,754*         | 15,151*         | 12,096*         | 11,862*         | 13,353*         |
| メイコン郡                                                  | 22,485       | 22,248          | 20,386          | 15,906*         | 15,700*         | 12,315*         | 12,197*         | 13,599*         |
| ロバートソン郡                                              | 67,106       | 66,283          | 54,433          | 41,494          | 37,021          | 29,102*         | 27,335*         | 27,024*         |
| ラザフォード郡                                              | 268,921      | 262,604         | 182,023         | 118,570         | 84,058          | 59,428*         | 52,368*         | 40,696*         |
| スミス郡                                                    | 19,150       | 19,166          | 17,712          | 14,143*         | 14,935*         | 12,509*         | 12,059*         | 14,098*         |
| サムナー郡                                                  | 163,686      | 160,645         | 130,449         | 103,281         | 85,790          | 56,106          | 36,217*         | 33,533*         |
| トラウスデール郡                                            | 7,816        | 7,870           | 7,259           | 5,920*          | 6,137*          | 5,155*          | 4,914*          | 5,520*          |
| ウィリアムソン郡                                            | 188,560      | 183,182         | 126,638         | 81,021          | 58,108          | 34,330*         | 25,267*         | 24,307*         |
| ウィルソン郡                                                | 116,617      | 113,993         | 88,809          | 67,675          | 56,064          | 36,999          | 27,668*         | 26,318*         |

*印の郡は当時統計地域に含まれていなかったため合計に含まれない。

## 広域都市圏
テネシー州ナッシュビル=デイヴィッドソン=マーフリーズボロ=コロンビア広域都市圏(CSA)はテネシー州ナッシュビル=デイヴィッドソン=マーフリーズボロ=フランクリン大都市統計地域にテネシー州コロンビア小都市統計地域(モーリー郡)が追加されてできたものである。2011年7月1日のCSAの見積もり人口は1,698,651名である。大都市統計地域にはテネシー州内で最も速く成長したいくつかの郡が含まれる。